# 西普雷里鎮區 (阿肯色州波因塞特縣)
西普雷里鎮區（英語：West Prairie Township）是位於美國阿肯色州波因塞特縣的一個行政鎮區。

## 地方資料
西普雷里鎮區的面積為184.93平方千米，當中陸地面積為182.47平方千米，而水域面積為2.46平方千米。根據2010年美國人口普查的數據，當地共有人口894人，而人口密度為每平方千米4.83人。